# Álvaro Máximo Pons Moreno
Álvaro Máximo Pons Moreno (Barcelona, 1966) és un professor titular del Departament d'Òptica de la Universitat de València i és crític i divulgador dels còmics. El 2009 guanyà el Premi a la Divulgació del Saló del Còmic de Barcelona.

## Vida
Álvaro Pons es va aficionar al món de la historieta des de ben petit, ja que el seu pare n'era col·leccionista.
Des de 1999 va publicar la secció Tebeos que nunca te dije a la revista valenciana Cartelera Turia. També havia col·laborat en els llibres Neil Gaiman, tejedor de sueños i Alan Moore, el Señor del tiempo editats per Global Ediciones el 1994. El 2002 va crear el blog d'internet La Cárcel de Papel que va donar peu a una important activitat de blogs sobre la historieta. Aquest blog va rebre el 2005 el premi d'Expocómic a la Millor pàgina web. Álvaro Pons ha col·laborat en les publicacions teòriques International Journal of Comics Art (2004) i Boletín Galego de literatura (2007). En el camp de l'òptica, el 2004 va publicar, juntament amb Francisco Martínez Verdú, el llibre Fundamentos de visión binocular (Publicacions de la Universitat de València).
El 2007 va publicar el llibre Viñetas a la luna de Valencia, historia del tebeo valenciano 1965-2007 (Edicions de Ponent). A més a més, amb Paco Camarasa, va ser el comisari d'una exposició que repassava la història del còmic valencià. Aquest any també va mantenir el blog DDT/Diario de tebeos per EP3.es, va començar a col·laborar amb els seus articles pel diari El País i el seu suplement literari Babelia i va col·laborar amb l'organització del congrés " Literatura y Cómic. Dibujos Escritos-Escritos Dibujados: Visiones Femeninas " a la Universitat de València.
El 2009 va ser organitzador de les I Jornadas de Narrativa Gráfica. També va col·laborar amb una secció de còmic a "La ganzúa magacín", un programa de Radio Obradoiro. El 2012 va ser el comissari de l'exposició " Tebeos: les bandes dessinées espagnoles " a la 39a edició del Festival de Còmic d'Angoulême. Després d'aquesta participació, abandonà l'actualitat del còmic i va tancar el seu blog La Cárcel de Papel i deixant de col·laborar a la premsa de manera habitual per a dedicar-se a la investigació acadèmica.

## Obres
- Fundamentos de Visión Binocular (Publicacions de la Universitat de València, 2004)
- Viñetas a la luna de Valencia, historia del tebeo valenciano 1965-2007 (Edicions de Ponent, 2007)

## Premis
- Premi Diario de Avisos 2004 al millor comentarista de còmics.
- Premi popular a la divulgació del còmic al 25è Saló Internacional del Còmic de Barcelona (2007).
- Premi a la divulgació del còmic al 27è Saló Internacional del Còmic de Barcelona (2009).
- Premi UNICÓMIC a la difusió i divulgació del còmic el 2011.